# 日食 (食品卸)
株式会社 日食（にっしょく）は、かつて存在した日本の商社。大阪府大阪市北区に本社を置き、輸入食料品を扱っていた。1948年創業。2016年3月に負債額108億円で倒産した。

## 概要

### 取扱商品
イギリス一の紅茶ならびに陶磁器のブランドとして知られるウェッジウッドの紅茶を中心に取り扱っていた。
また、ヨーロッパ各国の有名メーカーの食品ならびに菓子類を販売していた。特に山之内製薬（現・アステラス製薬）が取り扱っていたことでも知られるスイス・リコラ社のハーブキャンディや、スコットランド・ウォーカー社から発売されているショートブレッドなどは、紀ノ国屋や成城石井など、国内の輸入食料品を扱うスーパーマーケットでもおなじみの商品として知名度が高かった。
その他、ディズニーやピーターラビット、ハローキティ、スヌーピーなどの有名キャラクターを扱ったギフト商品も販売しており、前述のキャラクターやブランドとの提携による新商品の開発にも力を入れていた。

### 経営破綻
主力取引先であったそごうが2000年に経営破綻したことにより経営が悪化。そのため翌2001年から粉飾決算に手を染めるようになり、債務額が増加していった。リーマン・ショック以降、スクラップアンドビルドなどを実施して業績回復を図ろうとしたが、経費増大に伴い収益が悪化したほか、2014年3月には取引金融機関が債権・動産譲渡登記を設定して経営支援に乗り出すなど、経営状況は悪化していった。
2016年に入り、金融機関から返済要求が出されたことで資金繰りが限界に達したため、同年3月15日に大阪地方裁判所に自己破産を申請し、同日付で保全管理命令を受けた。一部店舗は保全管理人の下で営業を継続していたが、同年4月15日に大阪地裁から破産開始決定を受けた。負債総額は約107億5800万円。経営破綻時の代表取締役社長も、後に大阪地裁から破産手続開始決定を受けた。前代表取締役社長の破産管財人は日食の破産管財人とは別の弁護士が選任されている。
日食本社が入居し、グループ会社であった日食不動産が所有していた日食ビルも売却され、本社跡地には2017年2月に中国美術を扱うチャイニーズアートが西天満から移転し、日食ビルの名称も「SoWAsビル」へ変更された。日食福岡支店も売却後に建物は解体され、跡地にはマンションが建設されている。日食不動産も清算手続が取られ、2017年6月26日に法人格が消滅した。
日食が手掛けていた事業のうち、リコラ社のハーブキャンディやウォーカー社のショートブレッドなどの輸入・販売は三菱食品が継承した。三菱食品へ継承されなかった事業についても譲受を名乗り出た企業があり、破産管財人が事業譲渡に関する協議を行ったが、最終合意に至らなかったことを同年7月21日に明らかにした。
2018年2月15日に、大阪地裁から破産手続結了の決定を受け、同時に法人格も消滅した。

## 本社・事業所
2016年3月時点。
- 本社・大阪支店 - 大阪府大阪市北区野崎町9番10号 日食ビル
- 札幌支店 - 北海道札幌市中央区大通西10丁目4番地 南大通ビル
- 東京支店 - 東京都中央区日本橋本町3丁目8番3号 東硝ビル
- 広島支店 - 広島県広島市西区商工センター2丁目17番43号
- 福岡支店 - 福岡県福岡市博多区東光2丁目22番16号
- 仙台営業所 - 宮城県仙台市青葉区宮町1丁目4番24号